# Coppa del mondo di mountain bike 2005
La Coppa del mondo di mountain bike 2005 organizzata dall'Unione Ciclistica Internazionale (UCI) si disputò su quattro discipline: cross country, downhill, four-cross e, in un circuito separato, marathon. Tutte le discipline videro disputarsi 8 tappe.

## Cross country
| Data              | Luogo              | Vincitore        | Vincitrice           |
| ----------------- | ------------------ | ---------------- | -------------------- |
| 24 aprile         | Spa-Francorchamps  | Julien Absalon   | Marie-Hélène Prémont |
| 8 maggio          | Madrid             | Julien Absalon   | Gunn-Rita Dahle      |
| 29 maggio         | Houffalize         | Marco Bui        | Gunn-Rita Dahle      |
| 4 giugno          | Willingen          | Christoph Sauser | Gunn-Rita Dahle      |
| 25 giugno         | Mont-Sainte-Anne   | Christoph Sauser | Marie-Hélène Prémont |
| 3 luglio          | Balneário Camboriú | José Hermida     | Gunn-Rita Dahle      |
| 9 luglio          | Angel Fire Resort  | Christoph Sauser | Gunn-Rita Dahle      |
| 10 sett.          | Fort William       | Ralph Näf        | Gunn-Rita Dahle      |
| Classifica finale | Classifica finale  | Christoph Sauser | Gunn-Rita Dahle      |

## Downhill
| Data              | Luogo              | Vincitore    | Vincitrice             |
| ----------------- | ------------------ | ------------ | ---------------------- |
| 30 aprile         | Vigo               | Steve Peat   | Sabrina Jonnier        |
| 5 giugno          | Willingen          | Greg Minnaar | Anne-Caroline Chausson |
| 12 giugno         | Schladming         | Sam Hill     | Anne-Caroline Chausson |
| 26 giugno         | Mont-Sainte-Anne   | Fabien Barel | Tracy Moseley          |
| 3 luglio          | Balneário Camboriú | Greg Minnaar | Tracy Moseley          |
| 10 luglio         | Angel Fire Resort  | Greg Minnaar | Sabrina Jonnier        |
| 21 agosto         | Pila               | Sam Hill     | Anne-Caroline Chausson |
| 11 sett.          | Fort William       | Steve Peat   | Tracy Moseley          |
| Classifica finale | Classifica finale  | Greg Minnaar | Sabrina Jonnier        |

## Four-cross
| Data              | Luogo              | Vincitore                   | Vincitrice     |
| ----------------- | ------------------ | --------------------------- | -------------- |
| 1º maggio         | Vigo               | Michal Prokop               | Jill Kintner   |
| 5 giugno          | Willingen,         | Gara cancellata per pioggia | Anneke Beerten |
| 11 giugno         | Schladming         | Brian Lopes                 | Anneke Beerten |
| 25 giugno         | Mont-Sainte-Anne   | Michal Prokop               | Jill Kintner   |
| 4 luglio          | Balneário Camboriú | Roger Rinderknecht          | Jill Kintner   |
| 9 luglio          | Angel Fire Resort  | Brian Lopes                 | Jill Kintner   |
| 20 agosto         | Pila               | Michal Prokop               | Jill Kintner   |
| 10 sett.          | Fort William       | Leiv-Ove Nordmark           | Jill Kintner   |
| Classifica finale | Classifica finale  | Brian Lopes                 | Jill Kintner   |

## Marathon
| Data              | Luogo             | Vincitore          | Vincitrice       |
| ----------------- | ----------------- | ------------------ | ---------------- |
| 10 aprile         | Limassol          | Massimo Debertolis | Petra Henzi      |
| 1º maggio         | Garda             | Bart Brentjens     | Paola Pezzo      |
| 18 giugno         | Mont-Sainte-Anne  | Liam Killeen       | Jaqueline Mourao |
| 10 luglio         | Bad Goisern       | Moritz Milatz      | Anna Enocsson    |
| 7 agosto          | Oisans            | Thomas Dietsch     | Esther Süss      |
| 13 agosto         | Falun             | Fredrik Kessiakoff | Anna Enocsson    |
| 1º ottobre        | Sankt Wendel      | Yader Zoli         | Blaza Klemencic  |
| 14 ottobre        | Fréjus            | Roel Paulissen     | Alison Sydor     |
| Classifica finale | Classifica finale | Mauro Bettin       | Daniela Louis    |